# Miss Benelux
De Miss Benelux-verkiezing was een missverkiezing die ontstaan is naar aanleiding van de Miss Belgium Earth-, Miss Netherlands Earth- en Miss Luxembourg Earth-verkiezingen. Deze drie nationale schoonheidswedstrijden vaardigen hun winnaressen af naar de internationale verkiezing van Miss Earth en werden tot het jaar 2007 apart van elkaar georganiseerd.

## Ontstaan
Eind 2006 ontstond het initiatief om deze drie nationale verkiezingen te verenigen tot één grote Miss Beneluxverkiezing om zo de drie nationale missen tijdens dezelfde finaleavond te kronen en om tevens een van deze drie nationale missen tot Miss BeNeLux te verkiezen.
De slagzin van de verkiezingen is net zoals de drie nationale verkiezingen en de internationale verkiezing van Miss Earth: Beauties For A Cause.
Tijdens de eerste editie van de Miss BeNeLux-verkiezing steunden de Nederlandse finalisten stichting KiKa, Kinderen Kankervrij. De Belgische finalisten steunden het Koester KinderKankerFonds VZW, een fonds dat de organisatie tijdens de Miss Belgium Earth-verkiezing van 2005 reeds steunde. KiKa liet in 2010 echter weten geen geld van de organisatie ontvangen te hebben en wenste niet meer met Miss BeNeLux geassocieerd te worden.
Eind februari 2010 kwam de organisatie van Miss Benelux in opspraak. Verschillende ex-kandidates deden aangifte van oplichting, omdat het geld dat zij inzamelden niet bij de goede doelen terechtkwam.
De verkiezing van Miss Earth Belgium staat nu onder leiding van de Miss Exclusive verkiezing 

## Lijst van winnaressen
- 2008 -  Barbara Van Den Bussche
- 2009 -  Sabrina Anijs
- 2010 -  Jessica van Moorleghem
- 2011 -  Aline Soetaert
- 2012 -  Cindy Sabbe
- 2013 -  Adelina Berisha
- 2014 -  Katrien Charlotte Jennes
- 2015 -  Femke Van De Sype
- 2016 -  Anke Lauwers
- 2017 -  Precious Winter